# (9408) Haseakira
(9408) Haseakira – planetoida pasa głównego okrążająca Słońce w ciągu 5 lat i 26 dni w średniej odległości 2,95 j.a. Została odkryta 20 stycznia 1995 roku w obserwatorium Ōizumi przez Takao Kobayashiego. Nazwa planetoidy pochodzi od Akiry Hase (ur. 1923), emerytowanego profesora Uniwersytetu Hiroshima. Przed nadaniem nazwy planetoida nosiła oznaczenie tymczasowe (9408) 1995 BC.